# Christian Gribaudo
Christian Alejandro Gribaudo (Buenos Aires, 4 de abril de 1979) es un politólogo argentino y actual Senador de la Provincia de Buenos Aires (2021-2025). Fue Diputado Nacional (2007-2015) y Presidente del Instituto de Previsión Social de la Provincia de Buenos Aires (2015-2019). Fue Secretario General de la Fundación Boca Social y del Club Atlético Boca Juniors y en las elecciones del 2019 fue candidato a Presidente. Es profesor en la Universidad de Buenos Aires y en la Universidad de La Matanza.

## Trayectoria política
Durante 1999 fue miembro del Consejo Consultivo del Programa de Solidaridad y Voluntariado y de la Dirección general de Asistencia Comunitaria del Gobierno de la Ciudad de Buenos Aires. En 2001 se desempeñó como Asesor de la Subsecretaría de Desarrollo Comunitario perteneciente a la Secretaría de Promoción Social del Gobierno de la Ciudad de Buenos Aires.
En 2005 fue candidato a diputado provincial por el partido Propuesta Republicana. Entre 2006 y 2007 fue jefe del departamento de relaciones laborales del Consejo de la Magistratura de la Ciudad de Buenos Aires.

### Diputado Nacional (2007-2011, 2013-2015)
Fue elegido Diputado de la Nación por el Bloque Unión-PRO por el periodo 2007 – 2011. y Ganadería, mientras que desde 2009 a 2011 fue el presidente de la Comisión de Obras Públicas.
En 2013 fue reelecto como diputado de la Nación por el Bloque Unión-PRO hasta 2017.

### Presidente del Instituto de Previsión Social (2016-2019)
En febrero de 2016 fue nombrado al frente del Instituto de Previsión Social de la provincia de Buenos Aires por la gobernadora María Eugenia Vidal.
En mayo de 2018 presentó, junto a la gobernadora, un nuevo sistema jubilatorio exprés y digital para los empleados de los 135 municipios el Poder Judicial y el Servicio Penitenciario de la provincia de Buenos Aires.

### Senador Provincial (2021-2025)
En las elecciones legislativas del 2021 encabezó la lista de senadores provinciales de Juntos por la Primera Sección Electoral de la Provincia de Buenos Aires, donde obtuvo el 39,2% de los votos. Desde diciembre de 2021 es el presidente del bloque de Juntos en la Cámara Alta bonaerense.

## Paso por Boca
Durante la presidencia de Daniel Angelici en Boca Juniors, Gribaudo fue nombrado secretario general del club.